# Most Białogórski w Sanoku
Most Białogórski w Sanoku – most drogowy przez rzekę San w Sanoku łączący główną część miasta z osiedlem Biała Góra.

## Historia
Na przełomie lat 40./50. projektantem wiszącej kładki na Sanie łączącej Sanok z osiedlem na Białej Górze był inż. Stanisław Beksiński. W kwietniu 1959 została ukończona budowa mostu wiszącego, stanowiącego kładkę na rzece San, łączący dzielnicę Wójtostwo (i cały Sanok) z Białą Górą na prawym brzegu rzeki. Starania zmierzające do budowy kładki poczynił Mieczysław Przystasz. Most został zaprojektowany jako prototyp przez inż. Wacława Rudzińskiego z Ministerstwo Komunikacji przy współudziale naukowców z Politechniki Warszawskiej. Konstrukcja mostu była wykonana ze stali i żelbetonu i zawieszona na linach (specjalnych kotwicach). Fachowej i finansowej pomocy przy budowie udzieliły sanockie zakłady Sanocka Fabryka Autobusów i Kopalnictwo Naftowe. Konstrukcja była wówczas najdłuższym mostem wiszącym w Polsce tego typu. 15 sierpnia 1959 most został uroczyście oddany do użytku. Konstrukcja kładki została zdeinstalowana w drugiej połowie lat 80 XX w..
Z biegiem lat konieczne stało się wybudowanie mostu łączącego Sanok z Białą Górą (gdzie w międzyczasie podjęły działalność Muzeum Budownictwa Ludowego w Sanoku oraz lądowisko śmigłowca sanitarnego), w tym celu z inicjatywy dyrektora MBL Aleksandra Rybickiego powstał Społeczny Komitet Budowy Mostu, mimo tego sprawa realizacji obiektu w kolejnych latach nie była zrealizowana. Most został wybudowany w czasie niespełna trzech miesięcy i 15 listopada 1977 został oddany do eksploatacji. Budowę wykonali żołnierze wojsk inżynieryjnych Warszawskiego Okręgu Wojskowego. Za myśl techniczną odpowiadał ppłk mgr inż. Władysław Stolarz, a kierownikiem budowy był por. inż. Wiesław Powroźnik.
Most uległ zniszczeniu w wyniku gwałtownego wezbrania wody na Sanie 26 czerwca 1980, gdy rzeka osiągnęła poziom 5,65 m (najwyższy od powodzi 4 marca 1908, gdy poziom wyniósł 6,16 m; dla porównania 23 czerwca 2020 poziom wody wyniósł 4,05 m. Został odbudowany w 1981. Budowa trwała dwa miesiące, a wsparli ją znacząco żołnierze 2 Warszawskiej Brygady Saperów, a także miejscowe podmioty: Autosan, Stomil Sanok, Muzeum Budownictwa Ludowego w Sanoku; uroczystego przecięcia wstęgi w dniu oddania mostu do ponownego użytku 17 listopada 1981 dokonał szef Wojsk Inżynieryjnych Warszawskiego Okręgu Wojskowego, płk Zdzisław Stelmaszuk. Zimą na początku 1985 most był długotrwale zagrożony przez zator lodowy na Sanie. 
12 października 1982 przy moście od strony południowej został odsłonięty pomnik-czołg, w ramach kultywowania tradycji 26 Pułku Piechoty podczas obchodów Święta Wojska Polskiego 12 października 1982 w związku z obchodami 39 rocznicy powstania ludowego Wojska Polskiego i 38 rocznicy bitwy pod Lenino. Stanowi go czołg T-34/85, eksponat pochodzący z 26 Pułku Czołgów Średnich, który po 1945 stacjonował w dzielnicy Olchowce. W zamierzeniu twórców pomnik miał stanowić upamiętnienie zwycięskiego szlaku bojowego Wojska Polskiego z hitlerowskim najeźdźcą, bandami UPA i reakcyjnym podziemiem.
14 sierpnia 1991 wyłamaniu uległ filar mostu, wskutek czego przejazd był zamknięty. Według stanu z tego roku most był w budowie. Na początku lat 90. wykonano jedynie stałe podpory mostu, na których ułożono tymczasową konstrukcję z wojskowego mostu składanego typu DMS65, w związku z czym po latach całą konstrukcję uznano za najdłużej utrzymywany w kraju most tymczasowy. Do października 1998 przeprowadzono remont mostu, zmierzający m.in. do wytłumienia hałasu powstającego podczas przejazdu pojazdów po płytach ułożonych na konstrukcji jezdnej.